# Comuna de Kamiennik
Kamiennik (polaco: Gmina Kamiennik) é uma gminy (comuna) na Polónia, na voivodia de Opole e no condado de Nyski. A sede do condado é a cidade de Kamiennik.
De acordo com os censos de 2004, a comuna tem 3763 habitantes, com uma densidade 42,2 hab/km².

## Área
Estende-se por uma área de 89,23 km², incluindo:
- área agricola: 76%
- área florestal: 16%

## Demografia
Dados de 30 de Junho 2004:
|                      | Total   | Total | Mulheres | Mulheres | Homens  | Homens |
| -------------------- | ------- | ----- | -------- | -------- | ------- | ------ |
|                      | pessoas | %     | pessoas  | %        | pessoas | %      |
| População            | 3763    | 100   | 1892     | 50,3     | 1871    | 49,7   |
| Densidade (pop./km²) | 42,2    | 100   | 21,2     | 21,2     | 21      | 21     |

De acordo com dados de 2002, o rendimento médio per capita ascendia a 1188,87 zł.

## Comunas vizinhas
- Grodków, Otmuchów, Pakosławice, Przeworno, Ziębice